# Mémorial Filippo Micheli
Le Mémorial Filippo Micheli est une course cycliste disputée au mois de juillet autour de Labro, en Ombrie. Créée en 2000, cette épreuve rend hommage à l'ancien homme politique italien Filippo Micheli (it). Elle est organisée par la section cyclisme de l'ASD Rieti. 
Durant son existence, la compétition fait partie du calendrier régional de la Fédération cycliste italienne, en catégorie 1.19. Elle est par conséquent ouverte aux coureurs espoirs (moins de 23 ans) et élites sans contrat.

## Histoire
À sa création en 2000, le Mémorial est uniquement ouverte pour les cyclistes juniors (moins de 19 ans). Cette première édition est remportée par le coureur italien Federico Castagnoli, devant son compatriote Domenico Pozzovivo. Depuis 2008, il est disputé par des élites et espoirs, à l'exception des éditions organisées de 2011 et 2013, de nouveau réservée aux juniors. 

## Palmarès
| Année     | Vainqueur                  | Deuxième           | Troisième                  |
| --------- | -------------------------- | ------------------ | -------------------------- |
| 2000      | Federico Castagnoli        | Domenico Pozzovivo |                            |
| 2001-2007 | ?                          | ?                  | ?                          |
| 2008      | Francesco Rivera           | Diego Borgi        | Simone Campagnaro (de)     |
| 2009      | Stefano Di Carlo           | Fabio Ursi         | Francesco Piscaglia        |
| 2010      | Gaetano Romaggioli         | Julián Arredondo   | Francesco Manuel Bongiorno |
| 2011      | Lorenzo Calzola            | Gianluca Montenero | Emanuele Pizzo             |
| 2012      | Domenico Di Maio           | Francesco Faicchio | Nicolas Dolo               |
| 2013      | Antonio Gabriele Vigilante | Rocco Fuggiano     | Giuseppe Sannino           |
| 2014      | Marco Ciccanti             | Giuseppe Sannino   | Paolo Bianchini            |
| 2015      | Mirko Trosino              | Alex Turrin        | Alberto Marengo            |
| 2016      | Cezary Grodzicki           | Filippo Tagliani   | Tiziano Lanzano            |
| 2017      | Raimondas Rumšas           | Francesco Romano   | Filippo Tagliani           |
| 2018      | Matteo Rotondi             | Filippo Fiorelli   | Alessandro Frangioni       |
| 2019      | Lorenzo Ginestra           | Andrea Di Renzo    | Luca Taschin               |